# 真因數和
真因數和，又稱真因子和，在數論中，一個正整數的所有真因數之和，即除了自己本身外的所有正因數之和，通常以{\displaystyle s(n)}來表示：
{\displaystyle s(n)=\sum _{d|n,\ d\neq n}d.}
真因數和可以用來描述質數、完全数、相親數鏈、亏数、过剩数和不可及数，也可以用於定義整數的真因數和數列。
真因數和函數{\displaystyle s(n)}與1次除數函數{\displaystyle \sigma _{1}(n)}的關係僅差{\displaystyle n}：
{\displaystyle s(n)=\sigma _{1}(n)-n}

## 例子
以12為例，12的真因數（即除了自己本身外的所有正因數）有1、2、3、4和6，則其真因數和為{\displaystyle {{{{{1}+{2}}+{3}}+{4}}+{6}}=16}
下面數列呈現前幾個整數的真因數和 {\displaystyle s(n),n=1,2,3,...}
0、 1、 1、 3、 1、 6、 1、 7、 4、 8、 1、 16、 1、 10、 9、 15、 1、 21、 1、 22、 11、 14、 1、 36、 6、 16、 13、 28、 1、 42、 1、 31、 15、 20、 13、 55、 1、 22、 17、 50、 1、 54、 1、 40、 33、 26、 1、 76、 8、 43、 21 …… （OEIS數列A001065）

## 數字類別的性質
真因數和函數可以用來區分幾個特別的數字類別：
- 1是唯一一個真因數和為0的正整數。
- 如果一個正整數真因數和為1則代表該數是一個質數[2]。
- 完全数的真因數和等於本身、亏数的真因數和小於本身、过剩数的真因數和大於本身[2]。准完全数（如果存在的話）真因數和為n+1。殆完全數（目前已知僅有2的冪）真因數和為n-1。
- 不可及数是指不是任何數之真因數和的數。相關研究至少可以追溯到大約公元1000年伊本·塔希爾·巴格達迪（英语：Abu Mansur al-Baghdadi）的研究，其發現2和5都是不可及數[2][3]。埃尔德什·帕尔證明有無限多個不可及數[4]。目前尚未確定5是否為唯一的奇數不可及數，但可以從哥德巴赫猜想的一種形式與半素数pq的真因數和為p+q+1的觀察得出[2]。

數學家保羅·波拉克（Paul Pollack）和卡爾·帕梅朗斯指出，埃尔德什·帕尔「最喜歡的研究項目」是真因數和。

## 疊代
疊代真因數和函數可以產生非負整數的真因數和數列n, s(n), s(s(n)), ...（在這個數列中，我們定義s(0) = 0）。
相親數鏈的真因數和數列為週期數列，相親數是週期為2的相親數鏈。
目前尚不清楚這些數列是否總是以質數、完全数或周期性的相亲数链為結尾。

## 外部連結
- 埃里克·韦斯坦因. . MathWorld.